# Tir als Jocs Olímpics d'estiu de 1908 - Tir al cérvol, doble tret
La competició de tir al cérvol, doble tret va ser una de les quinze proves de programa de Tir dels Jocs Olímpics de Londres de 1908. Es disputà entre el 9 i el 10 de juliol de 1908 i hi van prendre part 15 tiradors procedents de 4 nacions diferents. La competició consistí en 10 sèries disputades, amb dos trets en cadascuna d'elles. El cérvol apareixia a 110 iardes del tirador durant 4 segons. En ell hi havia pintat una diana, amb tres cèrcols concèntrics, que equivalien a 4, 3 i 2 punts. Fora de la diana el valor era un punt, empre i quan no fos a l'anca. La puntuació màxima possible era de 80 punts.

## Medallistes
| Or                  | Plata            | Bronze            |
| Walter Winans (USA) | Ted Ranken (GBR) | Oscar Swahn (SWE) |

## Resultats
| Pos. | Tirador                          | Puntuació |
| ---- | -------------------------------- | --------- |
| 1    | Walter Winans (USA)              | 46        |
| 2    | Ted Ranken (GBR)                 | 46        |
| 3    | Oscar Swahn (SWE)                | 38        |
| 4    | Maurice Blood (GBR)              | 34        |
| 5    | Albert Kempster (GBR)            | 34        |
| 6    | William Ellicott (GBR)           | 33        |
| 6    | Alexander Rogers (GBR)           | 33        |
| 8    | Ernst Rosell (SWE)               | 27        |
| 9    | John Bashford (GBR)              | 25        |
| 10   | James Cowan (GBR)                | 24        |
| 11   | Charles Nix (GBR)                | 22        |
| 12   | Léon Tétart (FRA)                | 21        |
| 13   | William Russell Lane-Joynt (GBR) | 20        |
| 14   | Maurice Robion du Pont (FRA)     | 18        |
| 15   | Joshua Millner (GBR)             | 15        |